# Neopanorpa effusa
Neopanorpa effusa är en näbbsländeart som först beskrevs av Navás 1913.  Neopanorpa effusa ingår i släktet Neopanorpa och familjen skorpionsländor. Inga underarter finns listade i Catalogue of Life.